# Јеврем Симић (официр)
Јеврем Симић-Јеша ( — 1944), четнички пуковник.

## Биографија
Био у 43. класи ниже Војне академије са будућим генералом Дражом Михаиловићем. Учествовао је у оба балканска рата, као и у Првом светском рату.
Пред Други светски рат пензионисан као артиљеријски пуковник. Једно време радио као и директор фирме „Ханау“ у Београду. Тада је почео да ради за британску обавештајну службу.
За време Априлског рата, крио се у Београду. После окупације, Гестапо га је често позивао на саслушања, а једно време је био и у затвору. Пуковник Симић остаје у Београду све до почетка 1943. године. Тада се повeзао са својим некадашњих другом са академијe, Дражом Михаиловићем.
У његов штаб стигао је фебруара 1943. године. Тада га је генерала Михаиловић поставио у својству инспектора Врховне Команде и послао на свој први задатак у Ваљевски округ, где се налазио Никола Калабић. Био је познат под својим надимком „Дршка“. Боравио је и на простору Ивањице, Пожеге, а био је присутан и у корпусу Драгутина Кесеровића.
Пуковник Јеврем Симић је од почетка 1944. самовољно склопио низ споразума са немачким командантима у Србији. Са немачким пуковником Фрикеом је направио споразум да ради за Гестапо и примио је од њега 500.000 динара да поткаже Дражу Михаиловића. Ово је открио четнички обавештајни центар у Београду и одмах алармирао команданта Првог Равногорског корпуса, мајора Предрага Раковића, на чијем се терену тада налазио пуковник Симић.
Поред Раковића, послата је и депеша у Врховну Команду генералу Михаиловићу.
Дража Михаиловић шаље хитну депешу у којој тражи да се пуковник Симић пошаље код њега у Штаб и да ће његов случај испитати Врховна Команда. У околини Чачка, пуковника Симића је ухватила група из Првог Равногорског корпуса и спровела у штаб мајора Предрага Раковића.
Против пуковника Јевреме Симића организован је Преки војни суд који га је осудио на смрт и стрељао у мају 1944. године.
Михаиловић је приликом испитивања на суђењу другачије описао Симићеву смрт:
... Оптужени: Уколико сам био обавештен, наређивао сам увек да тако не сме да буде. Доцније сам сазнао да су они од мене крили. Убијен је мој сестрић од стране четника у Пашиној Равни. Убијен је Милутин Јанковић, кога сам венчао, иако сам слао депешу да не сме да буде. Убили су Јеврема Симића, који је био мој класни друг. Он је пролазио кроз Раковићеву територију и био је убијен. Чак је било узајамних борби и убијања... Од једног убијеног носио је Хајдуковић главу у торби....